# صهريج سائل الرص

صهريج سائل الرص هو مقصورة داخل قارب أو سفينة أو هيكل عائم آخر يحمل الماء، والذي يستخدم كصابورة لتوفير الاستقرار للسفينة. يوفر استخدام الماء في الخزان ضبطًا أسهل للوزن من الصابورة الحجرية أو الحديدية المستخدمة في الأوعية القديمة. كما أنه يجعل من السهل على الطاقم تقليل مسودة السفينة عندما يدخلون المياه الضحلة ، عن طريق ضخ الصابورة مؤقتًا. تستخدم المناطيد صهاريج الصابورة للحصول على مزايا مماثلة.